# Liste der Monuments historiques in Arconville
Die Liste der Monuments historiques in Arconville führt die Monuments historiques in der französischen Gemeinde Arconville auf.

## Liste der Immobilien
| Bezeichnung          | Beschreibung | Standort                 | Kennzeichnung | Schutzstatus | Datum | Bild |
| -------------------- | --- | ------------------------ | ------------- | ------------ | ----- | ---- |
| Grangie von Fraville | erste Grangie des Klosters Clairvaux; ehemalige Kapelle St-Barnabé, 13. Jahrhundert; Wohngebäude, Scheune, Tor und Einfassungsmauer, 16. bis 18. Jahrhundert | südlich des Ortes (Lage) | PA10000018    | Inscrit      | 2001  |      |

## Liste der Objekte
| Bezeichnung                                            | Beschreibung                                                                                      | Standort                       | Kennzeichnung | Schutzstatus | Datum | Bild |
| ------------------------------------------------------ | ------------------------------------------------------------------------------------------------- | ------------------------------ | ------------- | ------------ | ----- | ---- |
| Hauptaltar                                             | Tabernakel und Retabel; Holz, farbig gefasst und vergoldet, 18. Jahrhundert; zugehörig PM10000033 | in der Kirche St-Martin (Lage) | PM10003026    | Classé       | 1977  |      |
| Zwei Skulpturen: Heiliger Nikolaus und heiliger Martin | Holz, farbig gefasst und vergoldet, 18. Jahrhundert                                               | in der Kirche St-Martin (Lage) | PM10000033    | Classé       | 1977  |      |
| Triumphbogen                                           | Gus- und Schmiedeeisen, bemalt und vergoldet, 18. Jahrhundert                                     | in der Kirche St-Martin (Lage) | PM10004541    | Inscrit      | 1976  |      |
| Skulptur Heiliger Eligius                              | Holz, farbig gefasst, 18. Jahrhundert                                                             | in der Kirche St-Martin (Lage) | PM10004542    | Inscrit      | 1976  |      |
| Marienaltar                                            | Retabel: Holz, farbig gefasst und vergoldet, 17. Jahrhundert; zugehörig PM10003027                | in der Kirche St-Martin (Lage) | PM10000036    | Classé       | 1977  |      |
| Gemälde Stiftung des Rosenkranzes                      | Ölfarbe auf Leinwand, 19. Jahrhundert                                                             | in der Kirche St-Martin (Lage) | PM10003027    | Classé       | 1977  |      |
| Skulptur Heiliger Robert                               | Keramik, polychrom und vergoldet, 1840 von Léon Moynet (Sainterie de Vendeuvre-sur-Barse)         | in der Kirche St-Martin (Lage) | PM10000035    | Classé       | 1977  |      |
| Gemälde Der heilige Martin teilt seinen Mantel         | Ölfarbe auf Leinwand, 1846                                                                        | in der Kirche St-Martin (Lage) | PM10004540    | Inscrit      | 1976  |      |
| Skulptur Madonna mit Kind                              | Keramik, polychrom und vergoldet, 1840 von Léon Moynet (Sainterie de Vendeuvre-sur-Barse)         | in der Kirche St-Martin (Lage) | PM10000034    | Classé       | 1977  |      |